# 10288 Saville
10288 Saville eller 1983 WN är en asteroid i huvudbältet som upptäcktes den 28 november 1983 av den amerikanske astronomen Edward L.G. Bowell vid Anderson Mesa Station. Den är uppkallad efter Curt Saville.
Asteroiden har en diameter på ungefär 9 kilometer.